# Amanuel Iyassu
Amanuel Iyassu (20 marzo 1981) è un ex calciatore eritreo, di ruolo attaccante.

## Carriera

### Club
Dal 2004 al 2010 ha giocato in patria, nell'Anseba.

### Nazionale
Dal 1998 al 2000 ha preso parte ad alcune partite nella Nazionale eritrea.